# مهتاب نصیرپور
مهتاب نصیرپور (زادهٔ ۲۹ آذر ۱۳۴۴) بازیگر اهل ایران است. او برای بازی در فیلم‌های به نام پدر (۱۳۸۴) و فرزند خاک (۱۳۸۶) دو بار برندهٔ سیمرغ بلورین بهترین بازیگر نقش مکمل زن جشنواره فیلم فجر شده‌است.

## زندگی
مهتاب نصیرپور در سال ۱۳۴۴ در کازرون زاده شد. او مدرک کارشناسی بازیگری و کارگردانی تئاتر را از دانشکده هنرهای زیبای دانشگاه تهران در سال ۱۳۷۱ به‌دست‌آورد. مهتاب نصیرپور از سال ۱۳۶۵ بازی در تئاتر را با نمایش «حادثه در صبح پاییزی» آغاز کرد و از سال ۱۳۷۰ بازی در سینما را با فیلم مسافران آغاز نمود. فعالیت او در تلویزیون از سال ۱۳۶۸ آغاز شد. پس از آن به آموزش بازیگری در دانشگاه آزاد اسلامی پرداخت.
او در سال ۱۳۸۴ سیمرغ بلورین بهترین بازیگر نقش مکمل زن را برای بازی در فیلم «به نام پدر» از بیست و چهارمین دوره جشنواره فیلم فجر دریافت کرد. همچنین در سال ۱۳۸۶ به خاطر بازی در فیلم فرزند خاک در بیست و ششمین دوره جشنواره فیلم فجر، برای دومین بار برنده سیمرغ بلورین بهترین بازیگر نقش مکمل زن شد. مهتاب نصیرپور در نخستین جشنواره تولیدات تلویزیونی صدا و سیما در سال ۱۳۷۴ نیز، بخاطر ایفای نقش در نمایش تلویزیونی معمای یک قتل برنده دیپلم افتخار بهترین بازیگر زن شد.
همسر مهتاب نصیرپور محمد رحمانیان، نمایشنامه‌نویس و کارگردان تئاتر و تلویزیون است.

## هنرشناسی

### سینما
- مسافران (۱۳۷۰) (عفت)[۳][۴]
- الو! الو! من جوجوام (۱۳۷۳)
- دنیای وارونه (۱۳۷۶)
- سگ کشی (۱۳۷۹)
- من، ترانه ۱۵ سال دارم (۱۳۸۰) (کشمیری)
- به نام پدر (۱۳۸۴) (راحله)
- فرزند خاک (۱۳۸۶) (گوانا)
- تهران ۱۵۰۰ (۱۳۸۷)
- دو (۱۳۹۳)
- سینما نیمکت (۱۳۹۴)
- سرو زیر آب (۱۳۹۶)
- آستیگمات (۱۳۹۶)
- اورکا (۱۳۹۸) (مهال)
- بی‌همه چیز (۱۳۹۹)
- سینما متروپل (۱۴۰۱)

### تئاتر
- حادثه در صبح پاییزی (ابوالقاسم معارفی) تهران، تئاتر شهر، سالن چهارسو، ۱۳۶۵
- بازرس (مجید بهشتی) تهران، تئاتر شهر، سالن اصلی، ۱۳۶۵
- دائی وانیا (محمد رحمانیان) تهران، تالار مولوی، ۱۳۶۶
- مریم و مرداویج (بهزاد فراهانی) تهران، تئاتر شهر، سالن اصلی و مجموعه آزادی، ۱۳۶۷
- روبن (جزیره) (سعید آرمند) تهران، تالار مولوی و خانه نمایش اداره تئاتر، ۱۳۷۱
- لباسی برای میهمانی (محمد رحمانیان) تهران، جشنواره فجر، تالار مولوی، ۱۳۷۳
- مصاحبه (محمد رحمانیان) تهران، جشنواره فجر شانزدهم، تئاترشهر، سالن شماره۲، ۱۳۷۶
- مجلس نامه (محمد رحمانیان) تهران، جشنواره تئاتر فجر، سالن سایه، ۱۳۷۷
- لباسی برای میهمانی (محمد رحمانیان) تهران، تالار مولوی، ۱۳۷۸
- خروس (محمد رحمانیان) تهران، تهران، جشنواره تئاتر فجر نوزدهم، ۱۳۷۹
- یک دقیقه سکوت (محمد یعقوبی) تهران، جشنواره تئاتر فجر، سالن سایه؛ اجرای عموم، سالن چهارسو، ۱۳۷۹
- شهادت‌خوانی قدم‌شاد مطرب در طهران (محمد رحمانیان)، تهران، بیستمین جشنواره تئاتر فجر ،۱۳۸۰
- پل (محمد رحمانیان)، تهران، تئاتر شهر، سالن چهارسو، ۱۳۸۲
- مرغ دریایی من یا چخوف ساد (محمد رحمانیان)، تهران، تئاترشهر، تالار نو، ۱۳۸۲
- ترانه‌های ایرانی (محمد رحمانیان) مکزیک، ۱۳۸۲
- مرغ دریایی من (محمد رحمانیان) مکزیک، ۱۳۸۲
- آواز قوی آنتوان چخوف (محمد رحمانیان) تهران، تئاترشهر، سالن سایه، ۱۳۸۳
- فنز (محمد رحمانیان) تهران، تئاترشهر، تالار چهارسو، و همچنین اجرا در تالار وحدت در جشنواره تئاتر فجر و اجرا در سوئد، دبی و کانادا (۱۳۸۴–۱۳۸۵)
- عشقه (محمد رحمانیان)، (حبیب رضایی)تهران، جشنواره تئاتر فجر، ۱۳۸۵
- عشقه (محمد رحمانیان)، (حبیب رضایی)تهران، تئاترشهر، ۱۳۸۶
- مانیفست چو (محمد رحمانیان) تهران، تئاتر شهر، سالن چهارسو، ۱۳۸۷
- پروانه‌ها (موسیقی- روایت) (محمد رحمانیان)تهران، باغ موزه دفاع مقدس، ۱۳۸۹
- شب سال نو (محمد رحمانیان)، ونکوور، تالار سنتینیال، ۱۳۹۱
- آرش ساد (محمد رحمانیان)، ونکوور، تالار دوم کی میک سنتر، ۱۳۹۲[۶]
- شب سال نو (نمایشنامه خوانی) (محمد رحمانیان)تهران، فرهنگسرای اندیشه، ۱۳۹۲
- ترانه‌های قدیمی (موسیقی-نمایش) (محمد رحمانیان) تهران، تالار شمس و برج میلاد ،۱۳۹۲
- آرش ساد (برخوانی نمایش) (محمد رحمانیان) تهران، تالار وحدت، ۱۳۹۲
- دعوت به مراسم اسیدپاشی و سه تک گویی دیگر (نمایشنامه خوانی) (محمد رحمانیان) تهران، باغ موزه قصر، ۱۳۹۲
- ترانه‌های قدیمی (موسیقی-نمایش)(محمد رحمانیان) شیراز، تالار حافظ، ۱۳۹۳
- خاطرات هنرپیشهٔ نقش دوم (نمایشنامه خوانی) (محمد رحمانیان) تهران، فرهنگسرای نیاوران، سالن خلیج فارس ،۱۳۹۳
- ترانه‌های محلی (موسیقی-نمایش) (محمد رحمانیان) تهران، تئاترشهر، سالن اصلی ،۱۳۹۳
- ترانه‌های قدیمی (موسیقی-نمایش) (محمد رحمانیان) مشهد، تئاترشهر، سالن اصلی ،۱۳۹۳
- ترانه‌های قدیمی (موسیقی-نمایش) (محمد رحمانیان) تهران، برج میلاد و تالار وحدت، ۱۳۹۳
- ترانه‌های قدیمی (موسیقی-نمایش) (محمد رحمانیان) تهران، تالار شمس، ۱۳۹۳
- نمایشنامه خوانی شب سال نو (محمد رحمانیان) تهران، پردیس سینمایی چارسو، ۱۳۹۳
- سینماهای من (محمد رحمانیان) تهران، پردیس سینمایی چارسو، ۱۳۹۴
- هامون بازها (محمد رحمانیان) تهران، تالار وحدت، مرداد ۱۳۹۴
- آدامس خوانی (محمد رحمانیان)، تهران، ایرانشهر - سالن استاد سمندریان، ۱۳۹۵
- مجلس ضربت زدن (محمد رحمانیان)، تهران، سالن اصلی تئاترشهر، ۱۳۹۵
- نمایش نامه خوانی هفت مجلس در عزا و معجزه (محمد رحمانیان)، تهران، سالن اصلی تئاترشهر، ۱۳۹۵
- ترانه‌های قدیمی: پیکان جوانان (محمد رحمانیان)، تهران، پردیس تئاتر شهرزاد، آذر ۱۳۹۶
- لیلا و چند مسافر (محمد رحمانیان)، تهران، ایرانشهر - سالن استاد سمندریان، ۱۳۹۷
- اثر پرتوهای گاما بر گلهای همیشه بهار (مهتاب نصیرپور)، تهران، خانه نمایش مهرگان، ۱۳۹۸

### تلویزیون
- آلبوم خانوادگی (محمد رحمانیان) از شبکه دو، ۱۳۶۷
- تهی دستان (جاوید مهتدی) از شبکه یک، ۱۳۶۹
- تله‌تئاتر «فیزیک‌دان‌ها»[۷] (رضا کرم‌رضایی) از شبکه دو ،۱۳۷۱
- فراموشخانه (عبدالرضا نواب‌صفوی) از شبکه یک، ۱۳۷۱
- چراغ گاز (پروانه مژده) از شبکه دو ،۱۳۷۲
- شاهدی برای بازپرسی (حسن فتحی) از شبکه دو، ۱۳۷۲
- معمای یک قتل (حسن فتحی) از شبکه دو، ۱۳۷۳
- سوءتفاهم (حسن فتحی) از شبکه دو، ۱۳۷۴
- توران‌دخت (رضا کرم رضایی) از شبکه دو ،۱۳۷۵
- کشتی اسپرانزا (محمد رحمانیان) از شبکه دو ،۱۳۷۵
- خودرو تهران یازده (مرضیه برومند) از شبکه پنج، ۱۳۷۶
- تله تئاتر زندهٔ "مسافر خانهٔ شمارهٔ ۵" (محمد رحمانیان) از شبکه پنج، ۱۳۷۶
- خانه‌های اجاره‌ای (محمد رحمانیان) از شبکه دو ،۱۳۷۶
- همهٔ پسران من (محمد رحمانیان) از شبکه چهار ،۱۳۷۷
- ناهار (محمد رحمانیان) از شبکه دو ،۱۳۷۸
- دوستانه (محمد رحمانیان) از شبکه دو، ۱۳۷۹
- بازرس (محمد رحمانیان) از شبکه چهار ،۱۳۸۰
- نکراسوف (محمد رحمانیان) از شبکه چهار، ۱۳۸۲
- نیمکت (محمد رحمانیان) از شبکه یک، ۱۳۸۴
- در یاروندگان (محمد عاقبتی) از شبکه چهار، ۱۳۸۵
- توی گوش سالمم زمزمه کن (محمد رحمانیان) از شبکه یک، ۱۳۸۵
- و خداوند عشق را آفرید (مسعود شامحمدی) از شبکه سه، ۱۳۸۵[۸]

### نماهنگ
- نماهنگ «مرغ سحر» (مسعود آب‌پرور)

### فعالیت‌های پشت صحنه
- طراح صحنه و لباس مجموعهٔ تلویزیونی «هوای تازه» ،۱۳۷۴
- دستیار کارگردان نمایش «مرغ دریایی من» (اجرا در فستیوال رومانی)، ۱۳۸۲
- مشاور کارگردان نمایش «ترانه‌های ایرانی» (اجرا در مکزیک)، ۱۳۸۲
- بازیگردان مجموعهٔ تلویزیونی «خرده ستمگران» ،۱۳۸۷

## خداحافظی از بازیگری
مهتاب نصیرپور در آبان ۱۴۰۲ در پی حمایت از بازیگران ممنوع الکار، با انتشار پستی در صفحه اینستاگرام خود اعلام کرد که از دنیای بازیگری خداحافظی می‌کند، در متنی که او در صفحه شخصی‌اش در اینستاگرام منتشر کرده چنین آمده است، در حمایت از همکارانم و اعتراض به این رفتارها و تصمیم‌های نابخردانه من نیز در هیچ‌کدام از تولیدات سینما و تئاتر حضور پیدا نخواهم کرد.